# Advanced Audio Coding
Advanced Audio Coding (AAC) ist ein von der Moving Picture Experts Group (MPEG) entwickeltes, verlustbehaftetes Audiodatenkompressionsverfahren, das als Weiterentwicklung von MPEG-2 Multichannel im MPEG-2-Standard spezifiziert wurde.

## Geschichte
AAC basiert nicht wie MPEG Layer 3 (MP3) auf dem Filterbank-Design von MPEG Layer 2, sondern ist eine Neuentwicklung und benutzt wie Dolby Digital und Vorbis allein die MDCT als Basistransformation. Bei geringerer Komplexität als MP3 sind bei gleicher Datenrate bessere Qualitäten erreichbar. Mehrkanal-Kodierung wird direkt unterstützt. Außerdem werden verschiedene „Tools“ unterstützt; das sind Methoden, die in Profilen mit höherer Komplexität erlaubt sind, um kritische Signale besser kodieren zu können.

## Standardisierung

### MPEG-2 (1997)

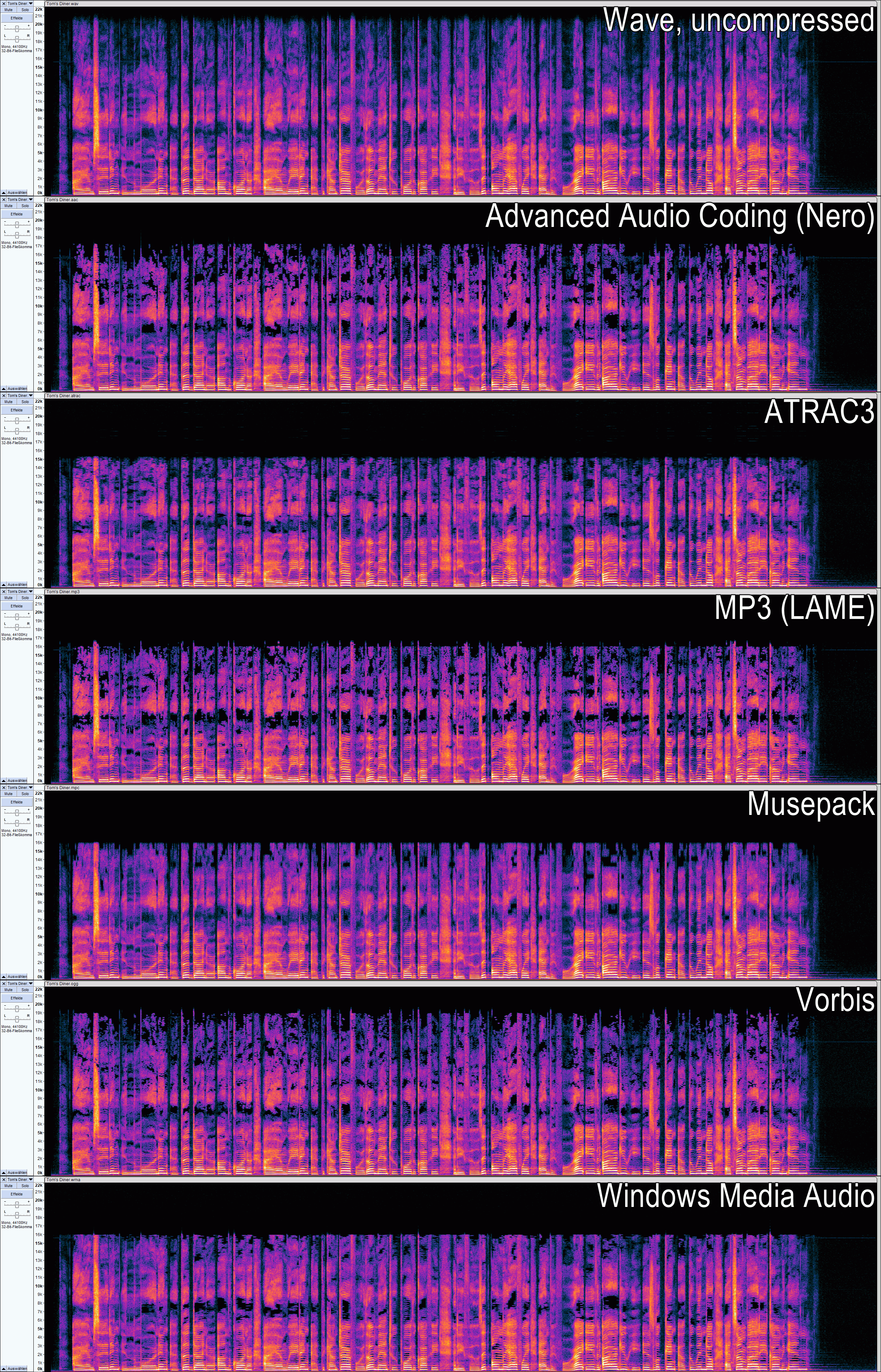
Vergleich mehrerer verlustbehafteter Audiodatenkompressionsverfahren mit einer durchschnittlichen Datenrate von 128 kbit/s und dem Ausgangsmaterial in CD-Qualität mit 1.411 kbit/s. Am Beispiel eines 22 Sekunden langen Ausschnittes des Liedes Tom’s Diner ist deutlich zu erkennen, welche Frequenzen von den verschiedenen Verfahren entfernt wurden.

AAC wurde zuerst 1997 in Part 7 des MPEG-2-Standards standardisiert. Für das neue Format wurden drei Profile spezifiziert. Ein Profil ist ein Standard innerhalb des Formats, der die verwendeten Kodierungs- und Dekodierungsverfahren genau festlegt.

#### Profile
- Low Complexity (LC): für mittlere bis hohe Bitraten. Es wird bei den meisten AAC-Implementierungen (auch Hardware) sowie den Online-Musikgeschäften von Apple und RealNetworks verwendet und ist bis heute das am weitesten verbreitete und unterstützte Profil. Wenn im allgemeinen Sprachgebrauch von AAC die Rede ist, wird damit meist dieses spezielle Format gemeint. Als Containerformat wurde MPEG-2 allerdings größtenteils durch das neuere MPEG-4 (Dateiendung .m4a oder .mp4) abgelöst.
- Main Profile (Main): wie das LC-Profil, aber ergänzt mit Rückwärtsvorhersage
- Scalable Sample Rate (SSR): für Streaming. Es ermöglicht die ungestörte Wiedergabe von Streams durch eine Verringerung der Bitrate, wenn die verfügbare Bandbreite plötzlich abfällt, ist aber bisher in keiner Implementierung öffentlich erhältlich.

### MPEG-4 (1999)
Im Jahr 1999 wurde AAC in den neuen Standard MPEG-4 in Part 3 (auch bekannt als MPEG-4-Audio) und dort wiederum in Subpart 4 (General Audio Coding) aufgenommen. Der neue Standard kategorisiert seine verschiedenen Audioformate in sogenannten Objekttypen (Object Types). Die ursprüngliche Version von AAC wurde, kombiniert mit dem neuen Verfahren Perceptual Noise Substitution, im Profil Main als Objekttyp 1 und im Profil Low Complexity (LC) als Objekttyp 2 aufgenommen. Als weitere Objekttypen wurden einige optionale Erweiterungen des ursprünglichen Formates definiert:
- Low Delay (LD): Für geringe Verzögerungszeiten (20 ms) bei mittleren bis hohen Bitraten. Anwendung im Kommunikationsbereich zum Beispiel in Videokonferenzsystemen.

#### Profile
Der MPEG-4-Part-3-Standard definiert sogenannte Profile, die eine Kombination von mehreren Objekttypen sind. Es folgt eine Auswahl der wichtigsten Profile, in denen AAC enthalten ist.
- HE-AAC (High-Efficiency AAC), auch bekannt als AAC+ oder aacPlus: Kombiniert die Objekttypen AAC LC und SBR (Spectral Band Replication). HE-AAC ist für die Verwendung mit niedrigen Bitraten (im Bereich 32–80 kbit/s) optimiert und schneidet in diesem Bereich in Hörtests besser als normales AAC ab.

- HE-AAC v2, auch bekannt als eAAC+, AAC+ v2 oder aacPlus v2: Wie HE-AAC, allerdings zusätzlich mit dem Objekttyp Parametric Stereo (PS). Dieses Kompressionsverfahren ist für nochmals geringere Bitraten (16–40 kbit/s) optimiert und soll auch in diesem Bereich noch eine akzeptable Qualität erreichen.

HE-AAC und HE-AAC v2 sind Erweiterungen des ursprünglichen AAC, ersetzen es aber nicht. Sie sind ausschließlich für niedrige Bitraten optimiert und kommen etwa bei Live-Übertragungen von digitalem Radio und Fernsehen zum Einsatz. Bei höheren Bitraten (ab 96 kbit/s) schneiden sie im Vergleich zu AAC schlechter ab und sollten daher nicht zum Einsatz kommen.

## Bedeutung und Verbreitung
Als Format zur verlustbehafteten Audiokomprimierung, das von der ISO als Standard aufgenommen wurde, tritt es in Konkurrenz zu anderen Formaten wie MP3, WMA und Vorbis. AAC erreicht bereits ab 64 kbit/s akzeptable, wenn auch eingeschränkte Stereo-Qualität. 96 kbit/s entsprechen guter UKW-Qualität, und 128 kbit/s haben schon eine hohe Transparenz. Bitraten ab 192 kbit/s sind transparent und vergleichbar mit dem verlustfreien CD-Format (1.411 kbit/s). Die Video-Containerformate 3GP, MP4, MPEG-2 und weitere Formate unterstützen AAC. Beim Digitalradio DAB+ wie auch auf SES-Astra-Satelliten (beispielsweise im Hörfunk der ARD) wird ebenfalls AAC verwendet.

## Lizenzen und Patente
Hersteller einer Implementierung von AAC müssen eine Lizenz erwerben. Aus diesem Grund wird freie Software, die den Codec implementiert, oft nur im Quelltext verbreitet, um Patentverletzungen zu vermeiden.